# Морган, Эндрю Ричард
Эндрю Ричард Морган (англ.  Andrew Richard Morgan; род. 5 февраля 1976 года, Моргантаун, штат Западная Виргиния, США) — американский астронавт, военный врач, полковник Сухопутных войск США в отставке. 347-й астронавт США и 563-й космонавт мира.
Стартовал 20 июля 2019 года в 10:13 мск с космодрома Байконур в качестве бортинженера экипажа транспортного пилотируемого корабля «Союз МС-13» и бортинженера экипажа Международной космической станции по программе основных космических экспедиций МКС-60, МКС-61 и МКС-62.
Вернулся на Землю 17 апреля 2020 года, продолжительность полёта составила 271 сутки 12 часов 48 минут. Во время полёта совершил семь выходов в открытый космос общей продолжительностью 45 часов 48 минут.

## Ранние годы, образование
Эндрю Ричард Морган родился 5 февраля 1976 года в городе Моргантаун, штат Западная Виргиния, Соединённые штаты Америки в семье полковника ВВС Ричарда и его жены Дженис Морган.
В 1994 году, после окончания средней школы в городе Довер штат Делавэр, поступил в Военную академию в Вест-Пойнте (штат Нью-Йорк), которую окончил в 1998 году и получил степень бакалавра наук в области инженерных методов и средств охраны окружающей среды. Во время учёбы входил в сборную академии по парашютизму «Чёрные Рыцари». В 2002 году получил степень доктора медицины в Военно-медицинском университете объединённых видов ВС США в г. Бетесда, штат Мэриленд. В 2005 году окончил курс клинической ординатуры по медицине неотложной помощи в Университете Мадигана при Вашингтонской клинической ординатуре в г. Такома, штат Вашингтон, после чего поступил на службу в подразделение специальных операций Сухопутных войск США.

## Военная служба

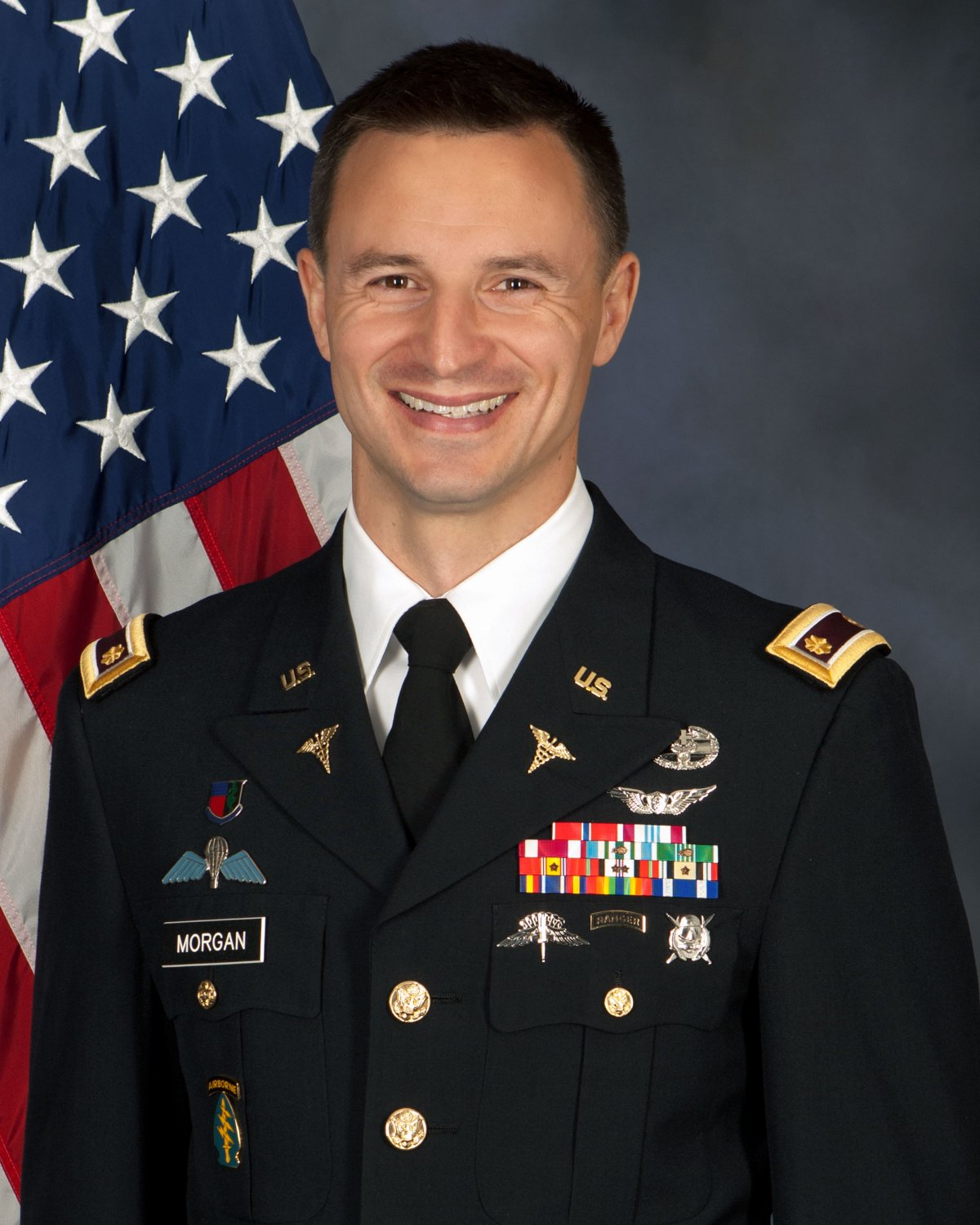
Майор Э. Морган

Прошёл подготовку в Школе рейнджеров, Командно-штабном колледже, курсах квалификационной подготовки боевых пловцов и курсах специальной парашютной подготовки.
Служил членом медицинской бригады Объединённого командования специальных операций в Медицинском центре сухопутных войск им. Уомака в Форте-Брагг (штат Северная Каролина) совмещал службу с работой врачом парашютной команды Армии США «Золотые Рыцари».
В течение трёх лет служил батальонным хирургом в 1-м батальоне 3-й воздушно-десантной группы войск специального назначения «Орлы пустыни». После этого получил назначение в управление оперативно-стратегических и специальных операций в Вашингтоне (федеральный округ Колумбия). Во время этой службы принимал участие в непосредственной поддержки боевых действий в Ираке, Афганистане и Африке. Является полковником Сухопутных войск США в отставке.
В 2013 году кончил аспирантуру в области первичной медицинской помощи спортивной медицины в университете Содружества Вирджинии в городе Ричмонд (штат Виргиния). Является сертифицированным авиационным врачом и военным врачом специальных подводных операций. Включён в государственный регистр специалистов в области ультразвукового исследования опорно-двигательной системы.

## Космическая подготовка

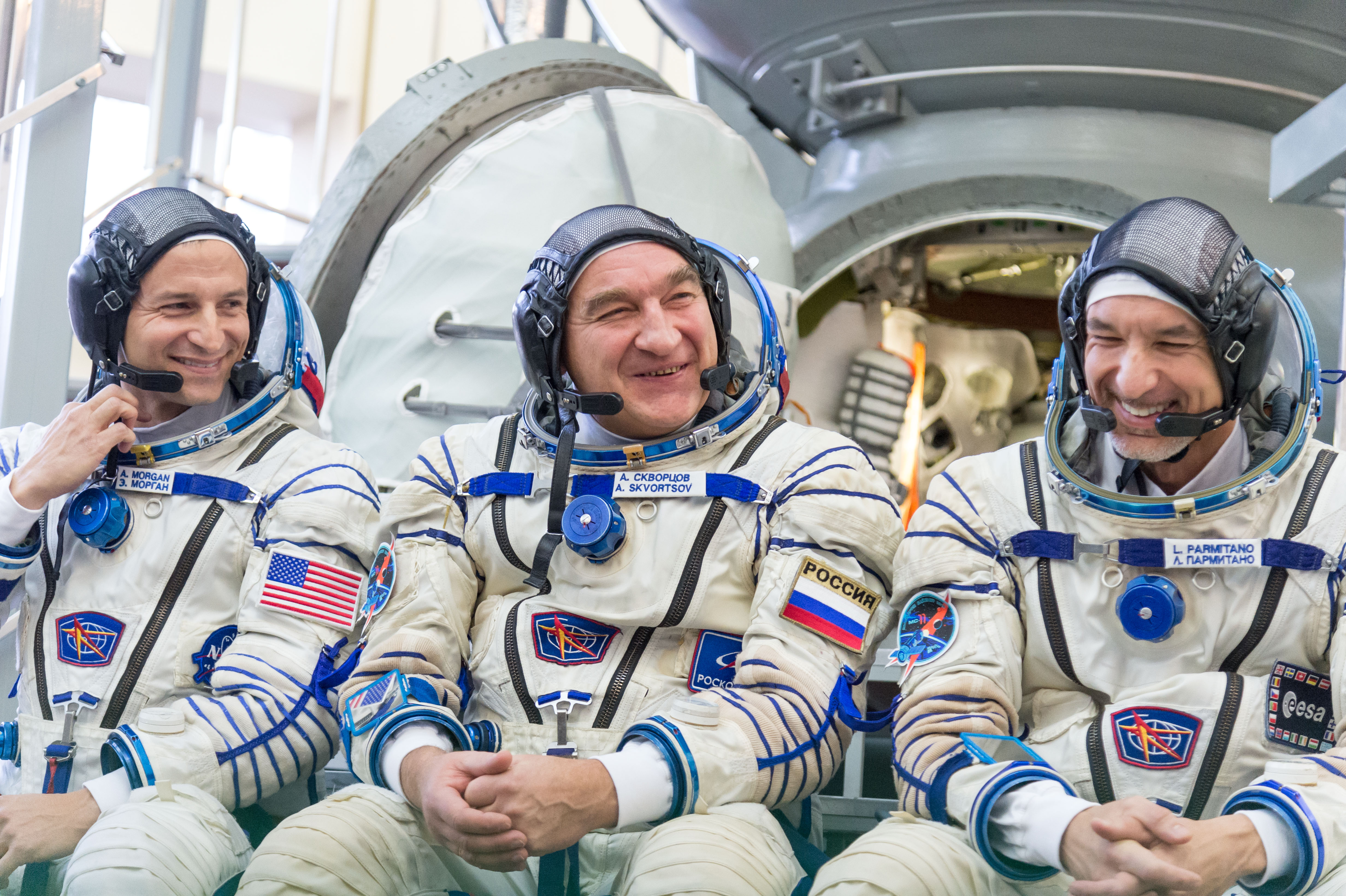
Дублирующий экипаж ТПК «Союз МС-11». (Э. Морган слева)

17 июня 2013 года был зачислен одним из восьми членов в отряд астронавтов НАСА в составе 21-го набора НАСА. В августе 2013 года приступил к прохождению курса базовой общекосмической подготовки, которая включала: обучение русскому языку, научно-технические брифинги, занятия по системам международной космической станции, выходу в открытый космос и эксплуатации скафандров, робототехнике, физиологической подготовке, лётной подготовке на самолёте Т-38, тренировкам по выживанию астронавтов на воде и в дикой природе. 9 июля 2015 года, после завершения курса общекосмической подготовки, получил статус активного астронавта. Работал в подразделении EVA/Robotics и проходил космическую подготовку в составе условных космических экипажей.
В феврале 2018 года приступил к прохождению подготовки в Центре подготовки космонавтов имени Ю. А. Гагарина в качестве бортинженера дублирующего экипажа МКС-58/59 и корабля «Союз МС-11». С 5 по 9 февраля в составе условного экипажа участвовал в тренировках по действиям космонавтов в случае нештатной посадки в лесисто-болотистой местности зимой. В ноябре-декабре 2018 года, во время подготовки к полёту экипажа ТПК «Союз МС-11», Морган находился в качестве дублёра бортинженера-2 на космодроме Байконур.
В феврале 2019 года совместно с космонавтом Александром Скворцовым и астронавтом ЕКА Лукой Пармитано начал подготовку в качестве бортинженера основного экипажа ТПК «Союз МС-13» и космических экспедиций МКС-60/61 и МКС-62. 28 июня 2019 года Межведомственная комиссия подвела итоги готовности к космическому полёту основного и дублирующего экипажей МКС-60/61 и рекомендовала экипажи к началу подготовки на космодроме Байконур.
19 июля 2019 года Государственная комиссия по проведению лётных испытаний пилотируемых космических комплексов утвердила Эндрю Моргана в качестве бортинженера-2 в составе основного экипажа пилотируемого корабля «Союз МС-13».

## Космический полёт

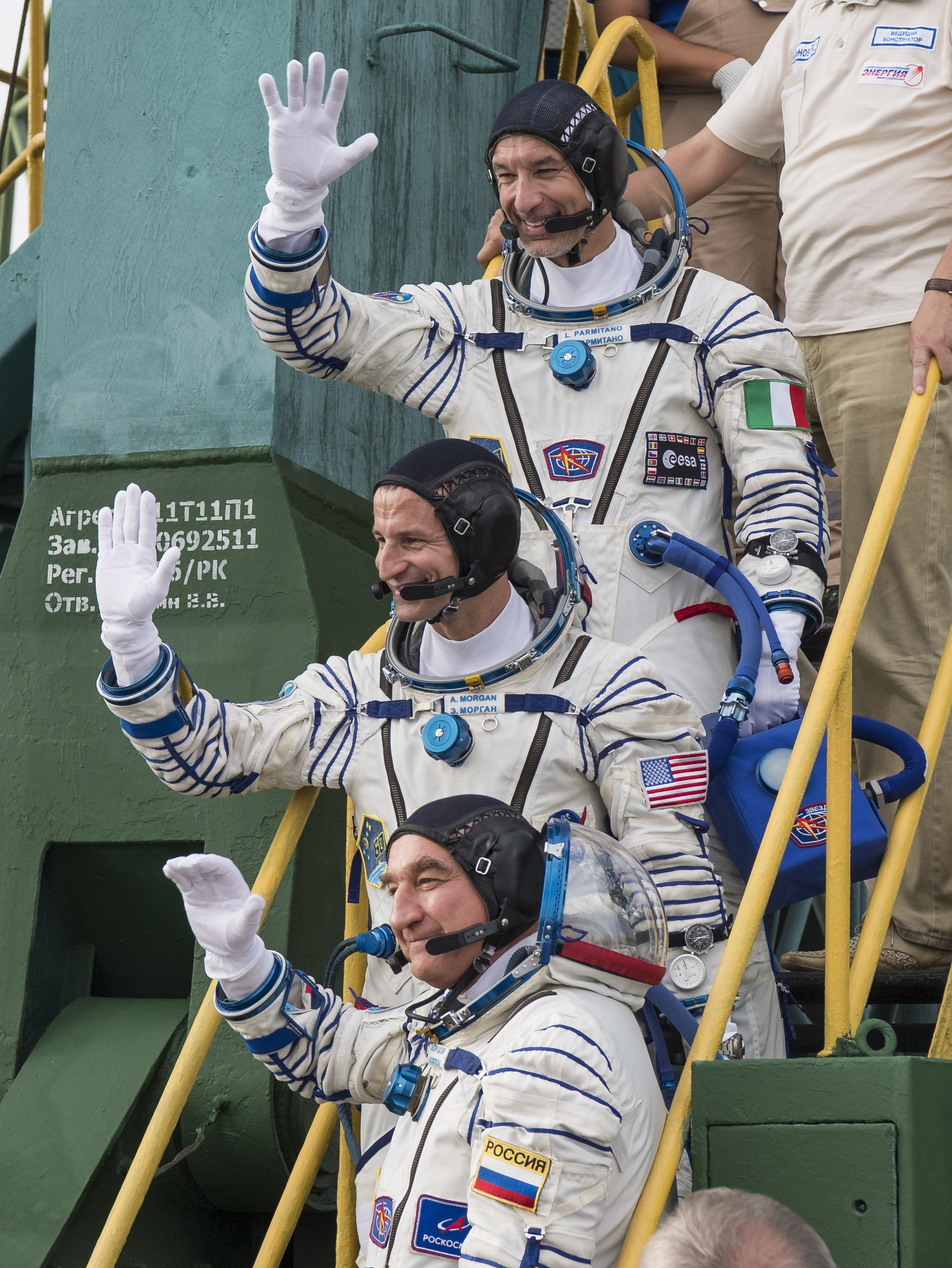
Экипаж ТПК «Союз МС-13» перед стартом (20 июля 2019)

20 июля 2019 года в 19:28:21 мск Эндрю Морган стартовал вместе с космонавтом Александром Скворцовым (командир экипажа) и астронавтом Лукой Пармитано с «Гагаринского старта» космодрома Байконур в качестве бортинженера экипажа космического корабля «Союз МС-13» и бортинженера экипажа Международной космической станции по программе МКС-60/61 и МКС-62 основных космических экспедиций, позывной экипажа — «Утёсы». Сближение корабля «Союз МС-13» с космической станцией и причаливание к стыковочному узлу служебного модуля «Звезда» проходило в автоматическом режиме по четырёхвитковой схеме. Стыковка корабля с МКС состоялась 21 июля 2019 года в 01:48 мск.
В качестве индикатора невесомости при запуске корабля Э. Морган использовал небольшую игрушку робота — героя мультфильма «ВАЛЛ-И».
Эндрю Морган стал 347-м астронавтом США и 563-м космонавтом мира.
Планируется, что полёт Э. Моргана продолжится на два месяца больше положенного срока. Возвращение астронавта на Землю произойдёт на борту корабля «Союз МС-15» в марте 2020 года вместе с российским космонавтом Олегом Скрипочкой и астронавтом НАСА Джессикой Меир. Такая задержка астронавта на МКС даст возможность провести непродолжительный полёт участнику космического полёта из Объединённых Арабских Эмиратов.

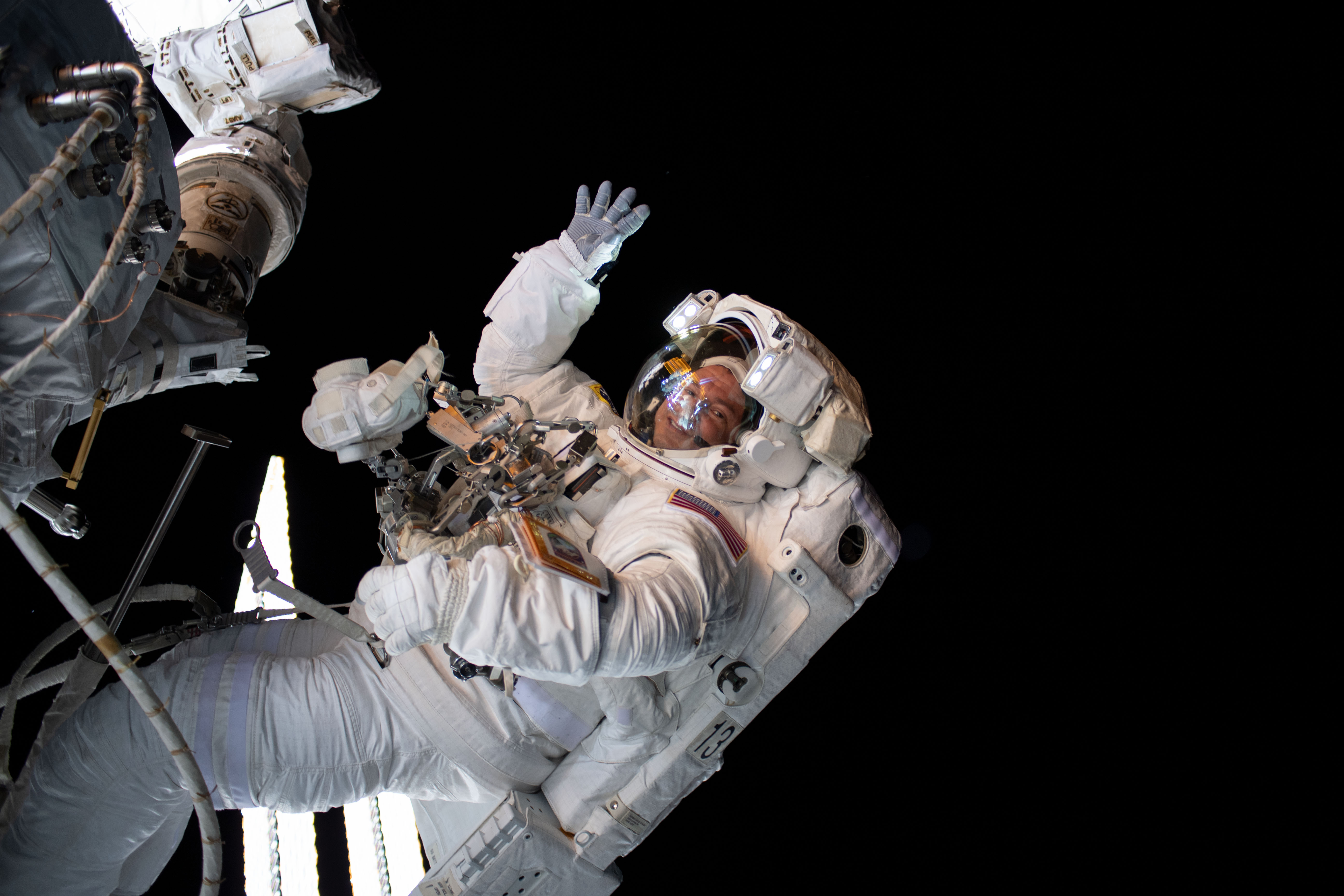
Э. Морган во время первого выхода в открытый космос (26 августа 2019)

21 августа 2019 года Морган и астронавт Тайлер Хейг совершили выход в открытый космос для выполнения операций подключения кабелей энергопитания и связи к установленному на стыковочный модуль IDA-3 переходнику PMA-3. Модуль был установлен механической рукой Канадарм2 на своё штатное место, за несколько часов до выхода астронавтов в открытый космос.
26 августа Эндрю Морган вместе с космонавтом Александром Скворцовым и астронавтом Лукой Пармитано перестыковали ТПК «Союз МС-13». Корабль отчалил от стыковочного узла «Звезда» и причалил к стыковочному узлу «Поиск». Все операция проводились вручную космонавтом А. Скворцовым. После перестыковки космонавты вернулись на борт МКС.
6 и 11 октября 2019 года Э. Морган вместе с астронавтом Кристиной Kук совершили выход в открытый космос для замены водородно-никелевых элементов на новые литий-ионные батареи на дальнем конце портовой фермы МКС. Продолжительность выхода в открытый космос составила: первый выход — 7 часов 01 минута, второй выход 6 часов 45 минут. Манипулятором, который был задействован в операции для переноса батарей, управляла со станции Джессика Меир. Для дальнейшей модернизации энергетической системы станции, НАСА планирует дополнительные выходы астронавтов в открытый космос в конце 2019 года.
15 ноября Э. Морган вместе с астронавтом Лукой Пармитано вышли в открытый космос для запланированного ремонта магнитного альфа-спектрометра (AMS) на внешней стороне МКС. Астронавты сняли защитный щит инструмента, чтобы обеспечить доступ к его составляющим. Продолжительность выхода в открытый космос составила 6 часов 39 минут.
В дальнейшем НАСА планирует еще три выхода астронавтов для продолжения ремонта.
22 ноября Э. Морган вместе с астронавтом Лукой Пармитано вышли в открытый космос для продолжения запланированного ремонта AMS. Астронавты частично демонтировали систему охлаждения прибора, подготовили силовой кабель и установили механическое крепление перед установкой новой системы. Продолжительность выхода в открытый космос составила 6 часов 33 минуты. 2 декабря 2019 года астронавты Э. Морган и Л. Пармитано продолжили работы в открытом космосе по ремонту магнитного альфа-спектрометра: подключили новую систему циркуляции сжиженного углекислого газа и установили теплозащитный экран на сторону спектрометра, которая обращена к Земле.
17 апреля 2020 года в 8:16 мск спускаемый аппарат транспортного пилотируемого корабля «Союз МС-15» совершил штатную посадку в казахстанской степи. Экипаж приземлился в составе космонавта Олега Скрипочки, астронавтов НАСА Эндрю Моргана и Джессики Меир. Эндрю Морган провёл на орбите более 272 суток, его коллеги Олег Скрипочка и Джессика Меир — 205 суток.
Статистика
| # | Стартовый корабль | Старт, UTC        | Экспедиция               | Корабль посадки | Посадка, UTC      | Налёт                       | Выходы в открытый космос | Время в открытом космосе |
| - | ----------------- | ----------------- | ------------------------ | --------------- | ----------------- | --------------------------- | ------------------------ | ------------------------ |
| 1 | Союз МС-13        | 20.07.2019, 16:28 | Союз МС-13, МКС-60/61/62 | Союз МС-15      | 17.04.2020, 05:16 | 271 сутки 12 часов 48 минут | 7                        | 45 часов 48 минут        |

## Награды
- медаль Бронзовая звезда (США)[2];
- медаль «За похвальную службу» (Министерство обороны США)[2];
- медаль «За похвальную службу» (Вооружённые силы США)[2];
- медаль «За заслуги» (Army Commendation Medal) с «дубовыми листьями»;
- медаль «За Иракскую кампанию» (с одной звёздочкой за участие в сражении)[2];
- Joint Service Commendation Medal (с двумя знаками отличия «Дубовые листья»)[2];
- медаль «За кампанию в Афганистане» (с двумя звёздочками за участие в сражении)[2];
- медаль НАТО (NATO Service Medal)[1].
- медаль «За службу национальной обороне» (с одной звёздочкой)[1][23].
- знак отличия медицинского персонала «За участие в боевых действиях»[2];
- знак «Отличник полевой медицинской службы»[2].

## Семья, увлечения
Эндрю Ричард Морган женат на Стейси Морган, в семье четверо детей: сын и три дочери.
Морган увлекается бегом на длинную дистанцию, плаванием, тяжёлой атлетикой, изучением военной истории и исследованием семейной генеалогии.